# Neogonodactylus lalibertadensis
Neogonodactylus lalibertadensis is een bidsprinkhaankreeftensoort uit de familie van de Gonodactylidae. De wetenschappelijke naam van de soort is voor het eerst geldig gepubliceerd in 1940 door Schmitt.